# Heinrich Peter Dörr
Heinrich Peter Dörr (* 6. April 1770 in Erbenheim; † 25. April 1825 ebenda) war ein deutscher Schultheiß und Mitglied des Nassauischen Landtags.

## Leben
Heinrich Peter Dörr wurde als Sohn des Landwirts Johann Philipp Dörr (1742–1796) und dessen Ehefrau Maria Elisabeth Dreßler (1744–1795) geboren. 
Er war als Landwirt tätig und wurde Schultheiß in seinem Heimatort.
1818 erhielt er aus der Gruppe der Grundbesitzer aus dem Wahlkreis Wiesbaden ein Mandat für die Deputiertenkammer des Nassauischen Landtags, das er bis 1824 innehatte.